# Ян Хак Сон
Ян Хак Сон  (кор. 양학선, 6 грудня 1992) — південнокорейський гімнаст, олімпійський чемпіон.

## Виступи на Олімпіадах
| Олімпіада   | Дисципліна       | Місце   |
| ----------- | ---------------- | ------- |
| Лондон 2012 | командний залік  | 12      |
| Лондон 2012 | вільні вправи    | 49 r1/2 |
| Лондон 2012 | опорний стрибок  | 1       |
| Лондон 2012 | паралельні бруси | 70 r1/2 |
| Лондон 2012 | перекладина      | 68 r1/2 |
| Лондон 2012 | кільця           | 57 r1/2 |